# Chlorek rtęci(II)
Chlorek rtęci(II), pot. sublimat, HgCl
2 – nieorganiczny związek chemiczny, sól kwasu solnego i rtęci na II stopniu utlenienia. Dobrze rozpuszczalny w wodzie, silnie trujący. Związek ten stosowany jest jako katalizator w syntezie organicznej, a także jako środek dezynfekujący w stężeniu 0,1%. Jest także stosowany w recepturze aptecznej, m.in. do sporządzania białej maści rtęciowej.

## Objawy zatrucia
Objawy zatrucia drogą wziewną i po spożyciu są bardzo podobne i należą do nich:
- ślinotok
- ból gardła i przełyku
- ból brzucha
- krwawa biegunka
- przyśpieszona akcja serca
- przyśpieszone tętno
- bladość powiek
- niewydolność krążenia, a w najcięższych przypadkach śmierć

W przypadku przeżycia występują objawy uszkodzenia układu nerwowego.

## Otrzymywanie
Chlorek rtęci(II) można otrzymać kilkoma sposobami, np.:
- działając kwasem solnym na tlenek rtęci(II)[6][7]

HgO + 2 HCl → HgCl
2 + H
2O
Tlenek rtęci ogrzewa się z kwasem solnym do rozpuszczenia, po czym sączy się i schładza do krystalizacji. Wydzielone kryształy odsącza się i przemywa niewielką ilością zimnej wody. Z połączonych przesączów po zagęszczeniu można uzyskać kolejną porcję produktu.
- w reakcji siarczanu rtęci(II)(inne języki) z mieszaniną chlorku sodu i rozcieńczonego kwasu solnego[6]:

HgSO
4 + 2 NaCl → HgCl
2 + Na
2SO
4
- przez bezpośrednie działanie chloru na rtęć[7]
- przez roztwarzanie rtęci w mieszaninie stężonego kwasu solnego i azotowego[6][7].